# Akodon paranaensis
Akodon paranaensis is een zoogdier uit de familie van de Cricetidae. De wetenschappelijke naam van de soort werd voor het eerst geldig gepubliceerd door Christoff, Fagundes, Sbalqueiro, Mattevi & Yonenaga-Yassuda in 2000.

## Verspreidingsgebied
De soort wordt aangetroffen in Brazilië en Argentinië.